# П'ятигори (Білоцерківський район)
П'яти́гори — село в Україні, у Тетіївській міській громаді Білоцерківського району Київської області. Розташоване на обох берегах річки Молочна (притока Росі) за 18 км на схід від міста Тетіїв. Населення становить 1 623 особи (станом на 1 липня 2021 р.).

## Історія

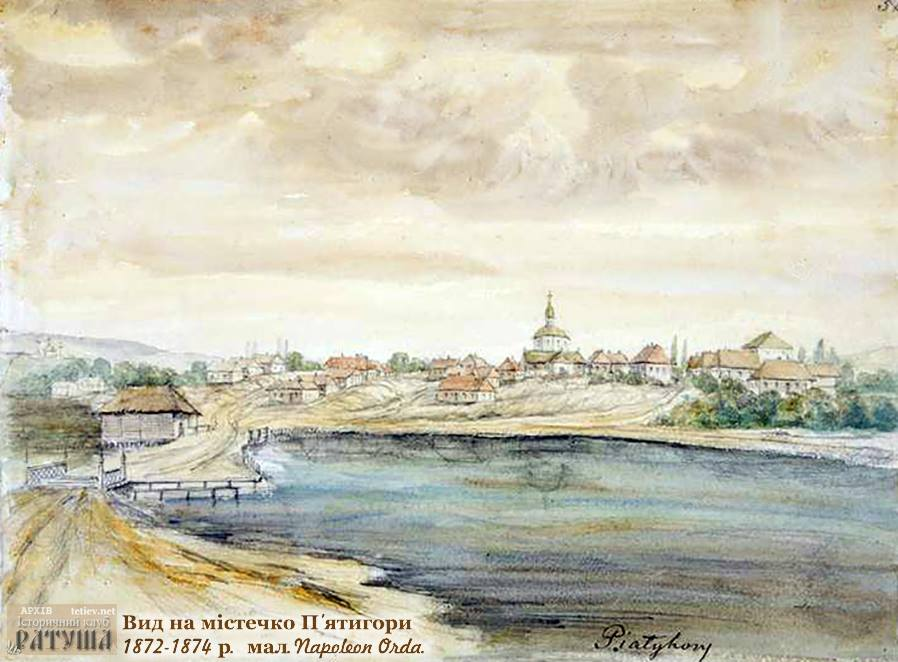
Вид на П'ятигори 1872-1874 р. мал. Napoleon Orda. /вид зі сторини в'їзду з м.Тетіїв/ Річка Молочна, Успенський храм

Дата заснування села Триножина, спадкового володіння українського панського роду 15-16 ст. Красносельських, невідома. В документах уперше згадується 1579 р., коли Юхно і Роман Красносельські діляться панськими маєтками - Криківцями, Триножином і Ольбачевом.
Четверо синів Юхна Краснопольського через часті татарські напади змушені у 1596 році продати свої спустошені володіння могутньому князеві Янушеві Острозькому. 
Він перейменував Триножин на П'ятигори Пустинні, збудував тут укріплення для захисту від татар. Після купівлі Острозьким ще й Тетієва ці маєтки, названі Тетіївщиною, увійшли до Острозької ординації. 1620 року вся ординація-майорат перейшла до поріднених з Острозькими князів Заславських. 
У роки Хмельниччини П'ятигори з 1649 р. були сотенним містечком Білоцерківського полку. Давні укріплення козаки зміцнили валом і ровом. 1655р. поблизу містечка, на так званому Дрижиполі, відбулася велика битва військ Б. Хмельницького й В. Шереметєва з польським військом і татарами, наскільки запекла, що за словами літописця, "трупом жілнірським козаки отаборились, бо не тилко вдень, але й уночі билися рукопаш". За три дні гетьман вивів уперед гармати і піхоту й почав наступ на польський табір. Зазнавши великих втрат, поляки з татарами відступили.
Згодом власниками П'ятигір були Сангушки, Ледуховські, Островські. 
В роки Коліївщини під П'ятигорами відбувся бій гайдамаків з російським загоном підполковника Бринка. Після придушення повстання в містечку проводили масові страти гайдамаків. 
Після поділу Польщі 1793 р. й захоплення Правобережжя Росією, з 1796 року короткий час П'ятигори були повітовим містом, центром П'ятигірського повіту. Проте вже 1800 року центр повіту було перенесено у місто Тараща і повіт названо Таращанським.
Станом на 1885 рік у колишньому власницькому містечку, центрі П'ятигірської волості Таращанського повіту Київської губернії, мешкало 2163 особи, налічувалось 350 дворів, існували православна церква, костел, синагога, єврейський молитовний будинок, лікарня, 4 постоялих двори, 3 постоялих будинки, 35 лавок, 3 кузні, водяний та кінний млини, 2 шкіряних заводи.
За переписом 1897 року кількість мешканців становила 4383 особи (2108 чоловічої статі та 2275 — жіночої), з яких 2915 — православної віри, 1385 — юдейської.

## Населення

### Мова
Розподіл населення за рідною мовою за даними перепису 2001 року:
| Мова       | Відсоток |
| ---------- | -------- |
| українська | 98,12%   |
| російська  | 1,59%    |

## Сучасність
Основними сільгосппідприємствами, що забезпечують мешканців роботою, є СВК «П'ятигори» та П'ятигірський відділок ДП ДГ «Шевченківське».
У П'ятигорах добре розвинена соціальна інфраструктура — є 2 корпуси школи, дитячий садок «Горобинонька», будинок культури, амбулаторія, відділення Ощадбанку, пошта, 2 філії Тетіївської бібліотеки.

## Пам'ятки
- Успенська церква (1821 рік, пам'ятка архітектури національного значення, охоронний номер 950).
- П'ятигірський парк (XIX ст., парк-пам'ятка садово-паркового мистецтва місцевого значення). У парку знаходиться колишня садиба Ліпковських 2 пол. ХІХ ст.
- Садибний будинок (кін. XIX ст., пам'ятка архітектури місцевого значення).
- Магазин (кін. XIX ст., пам'ятка архітектури місцевого значення, охоронний номер 94-кв)
- Пам'ятний знак жертвам Голодомору (пам'ятка історії місцевого значення)
- Братська могила радянських воїнів і пам'ятник воїнам-односельцям (пам'ятка історії місцевого значення, охоронний номер 877)
- Пам'ятний знак Героям Небесної Сотні (пам'ятка історії місцевого значення)
- Пам'ятник Герою Радянського Союзу С. Х. Сікорському (пам'ятка монументального мистецтва місцевого значення)

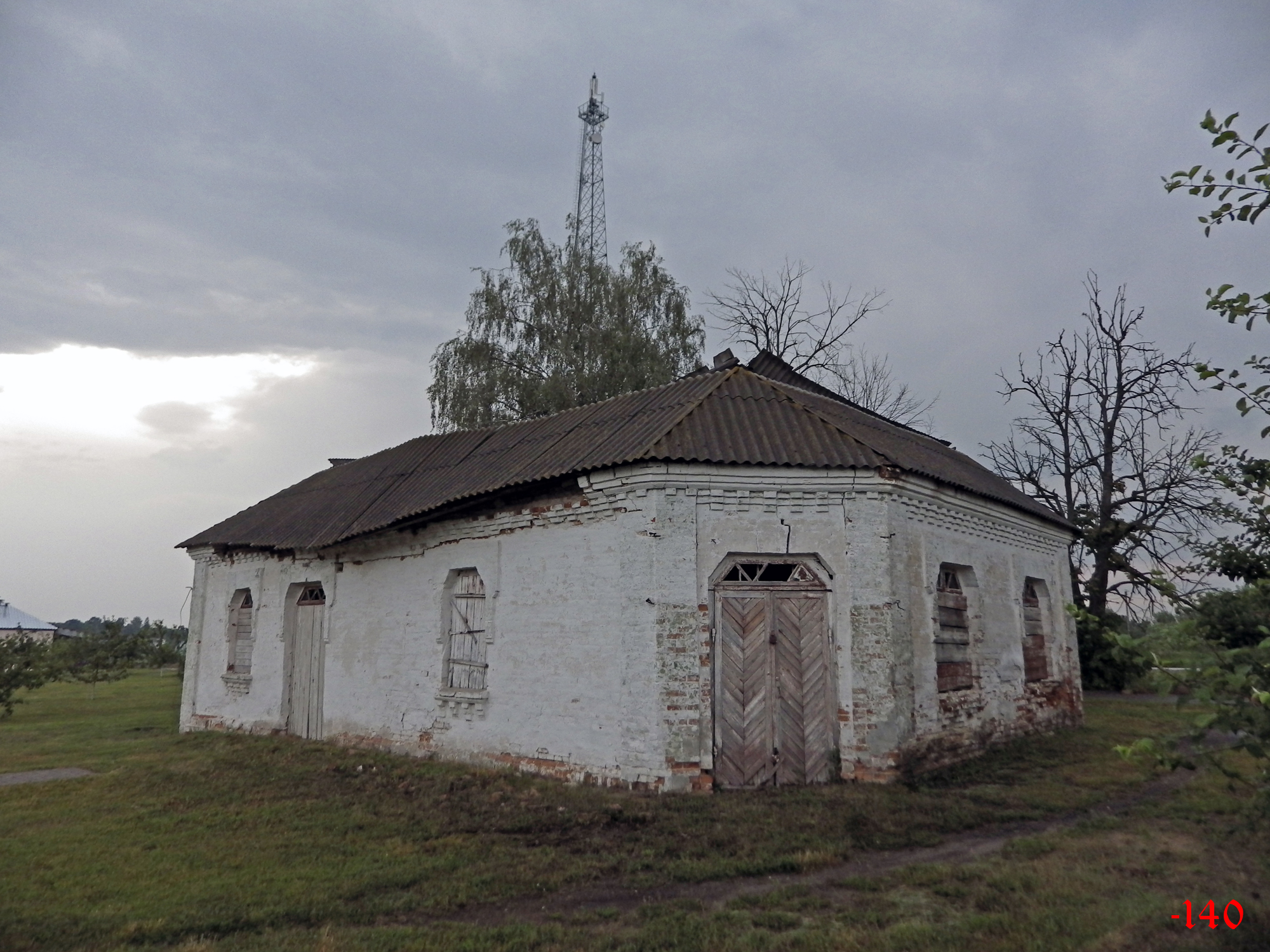
Магазин (станом на червень 2016 року)
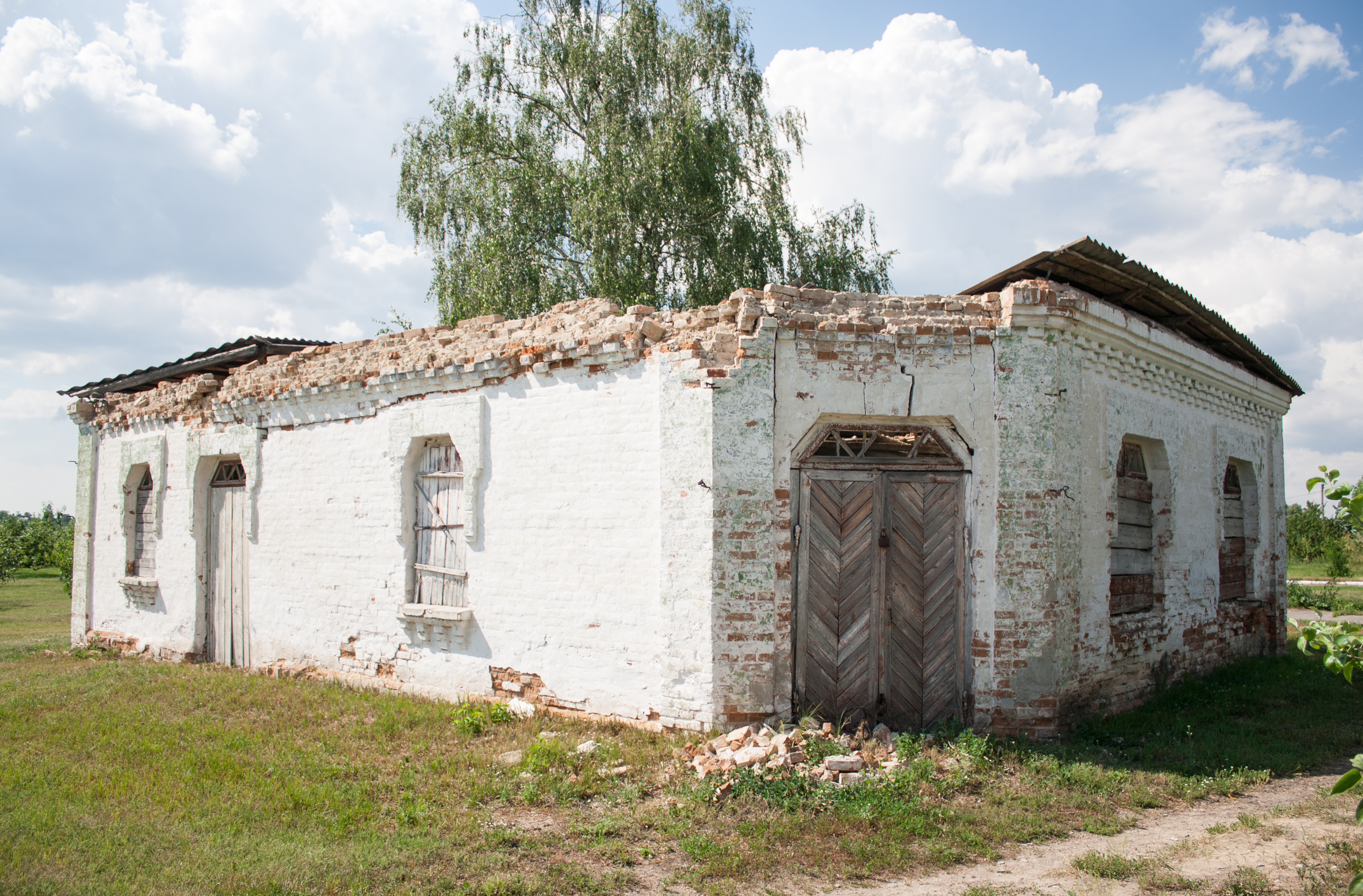
Магазин (станом на липень 2020 року)
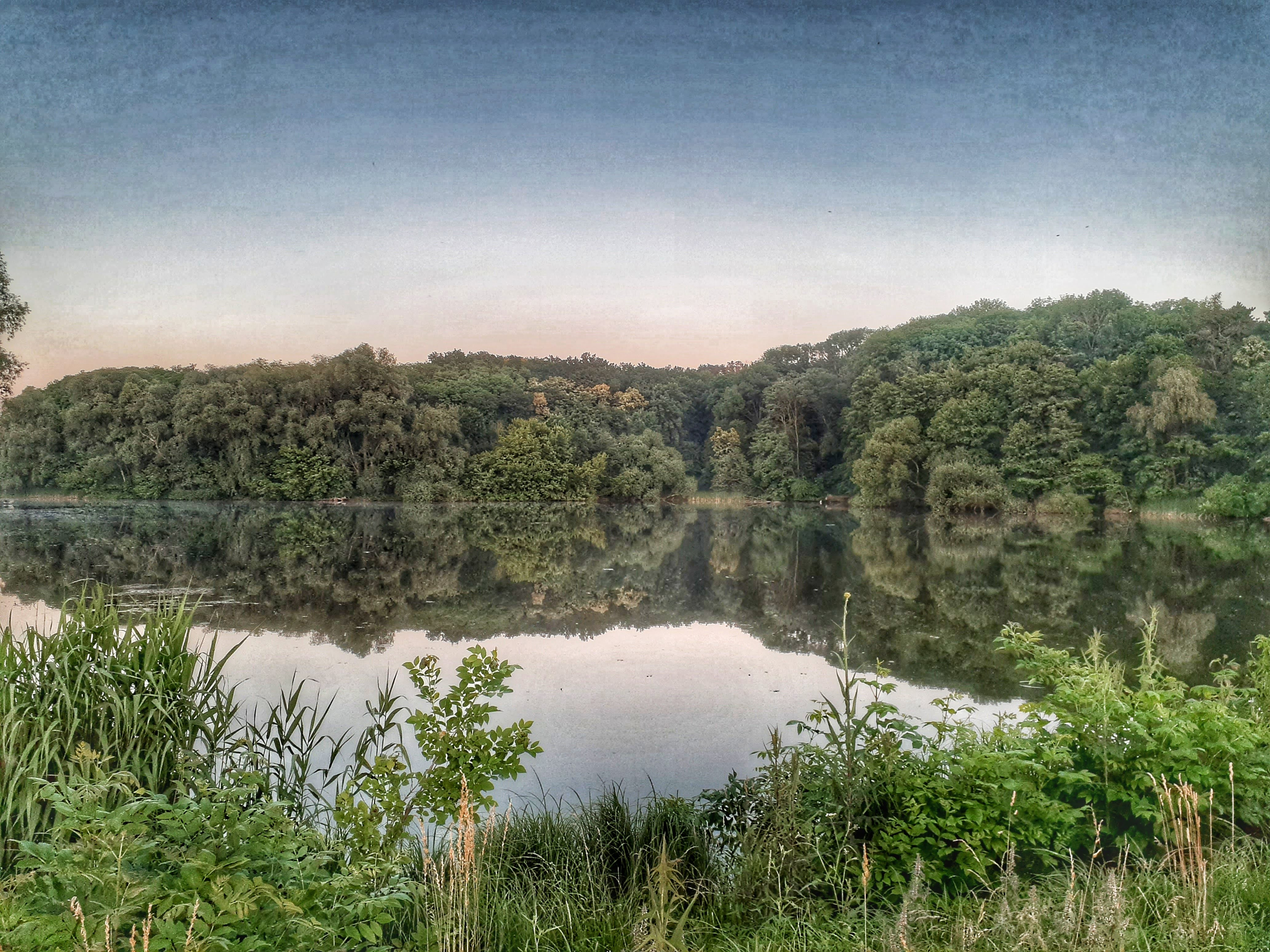
Вид на парк (червень 2020 року)
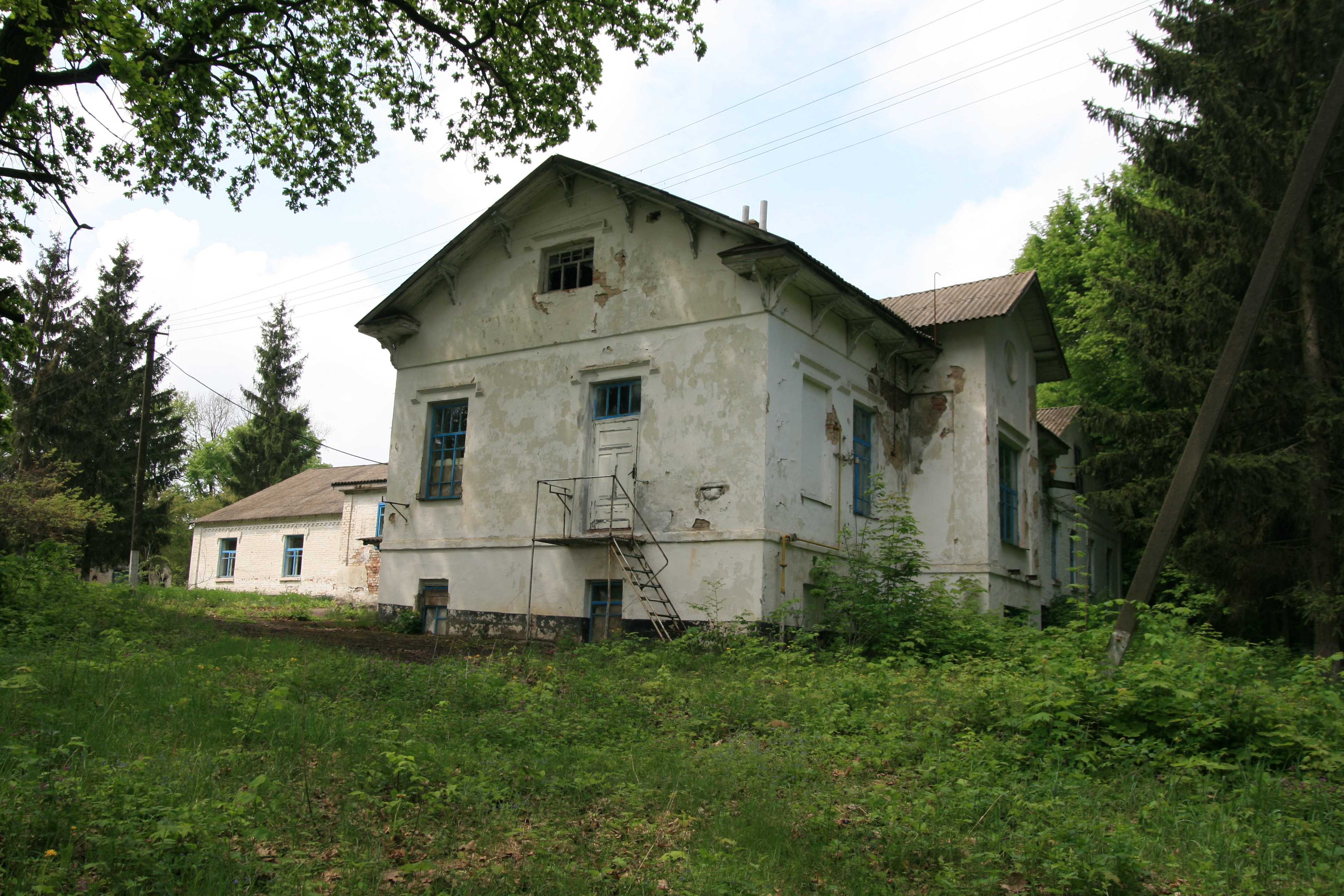
Садибний будинок (травень 2010 року)
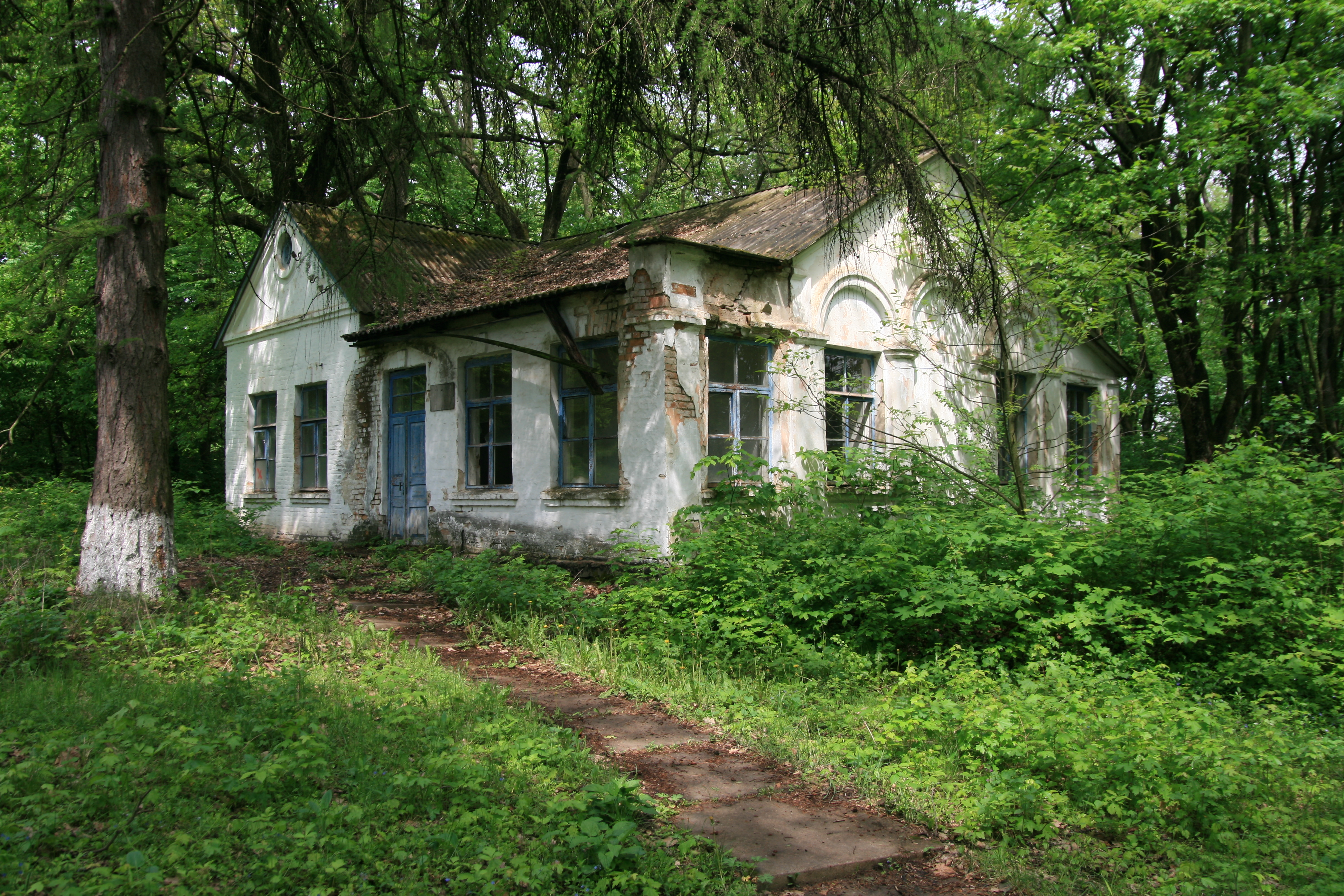
Флігель в парку (травень 2010 року)
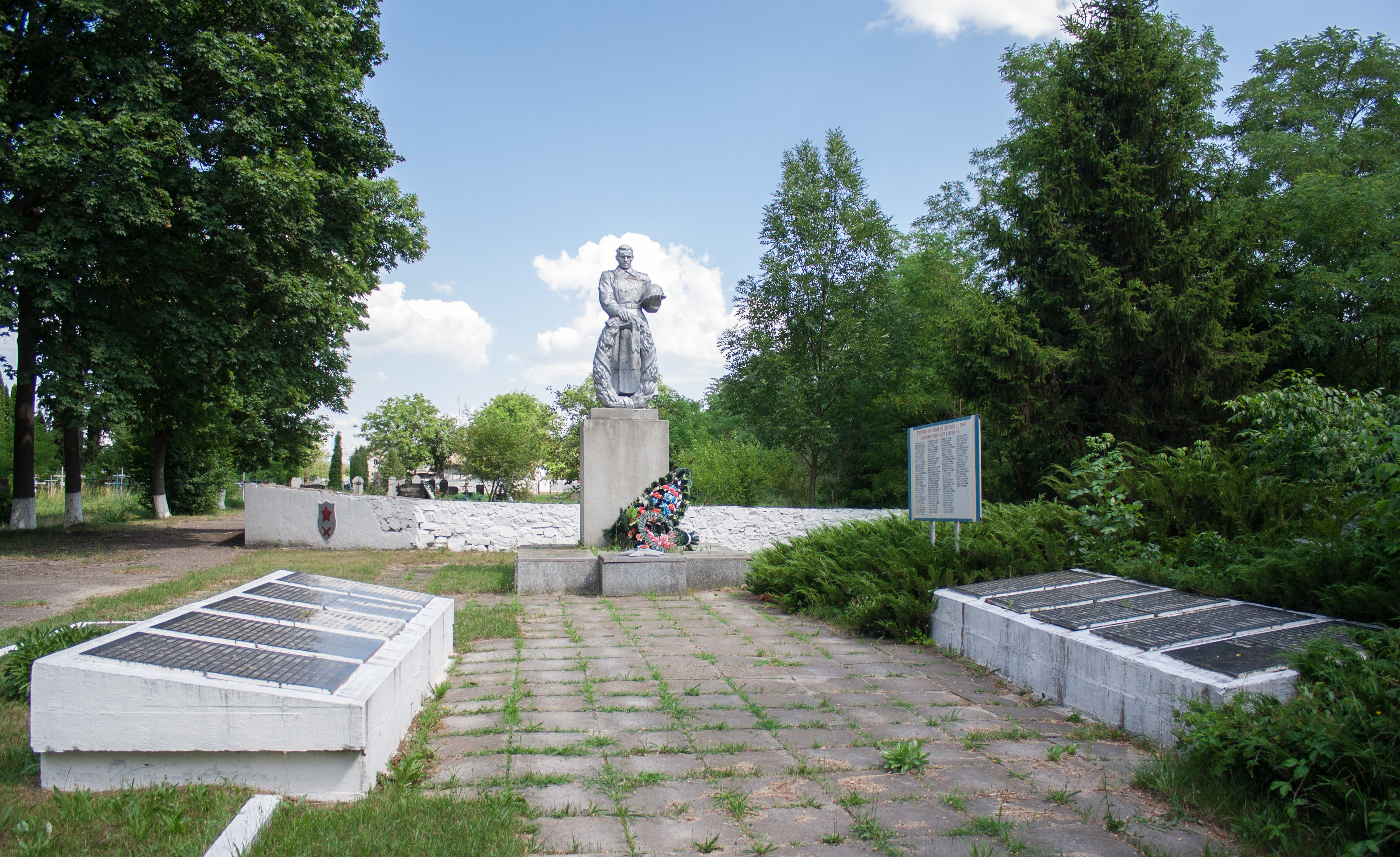
Пам'ятник воїнам-односельцям і братська могила радянських воїнів
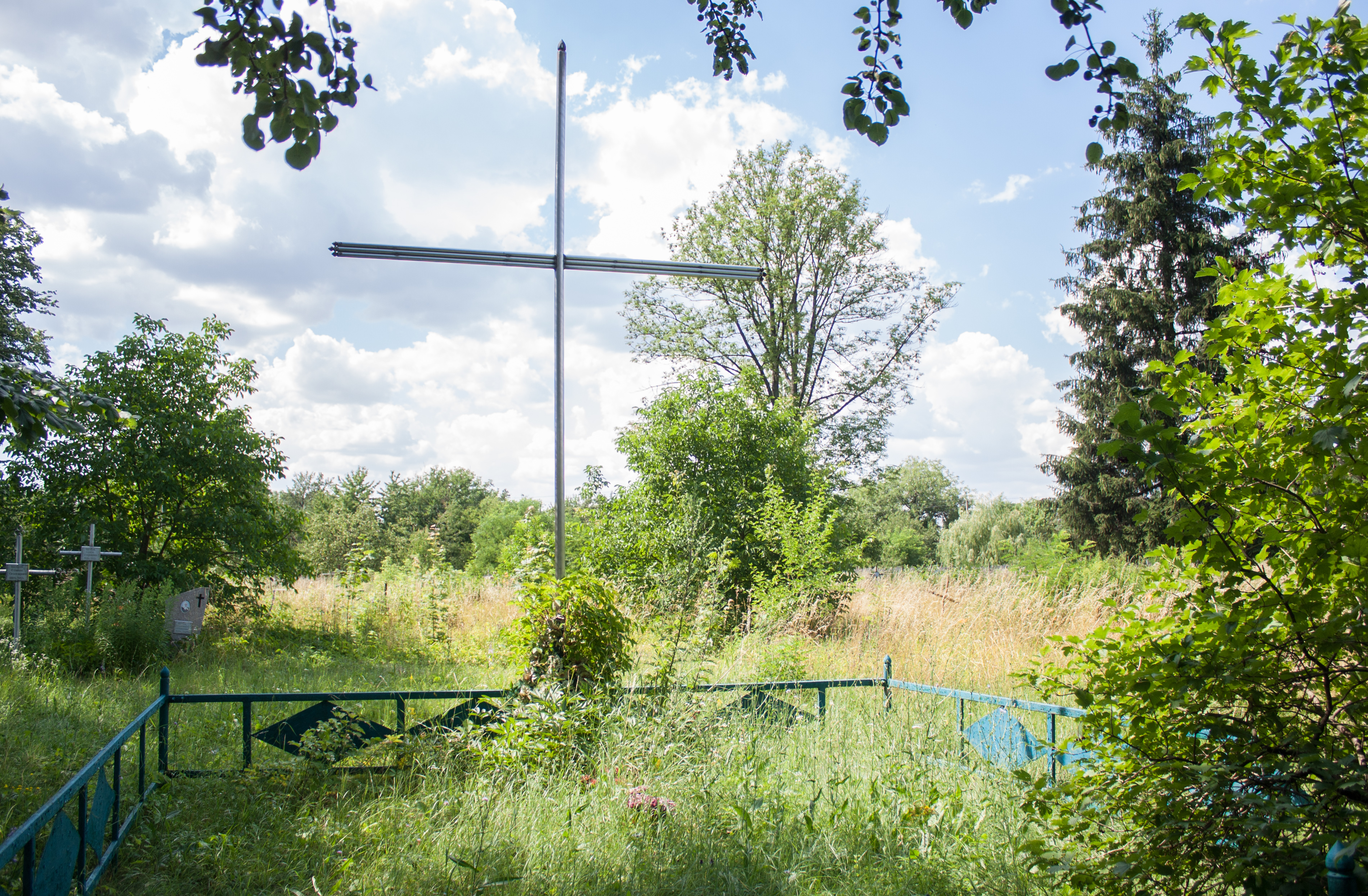
Пам'ятний знак жертвам Голодомору
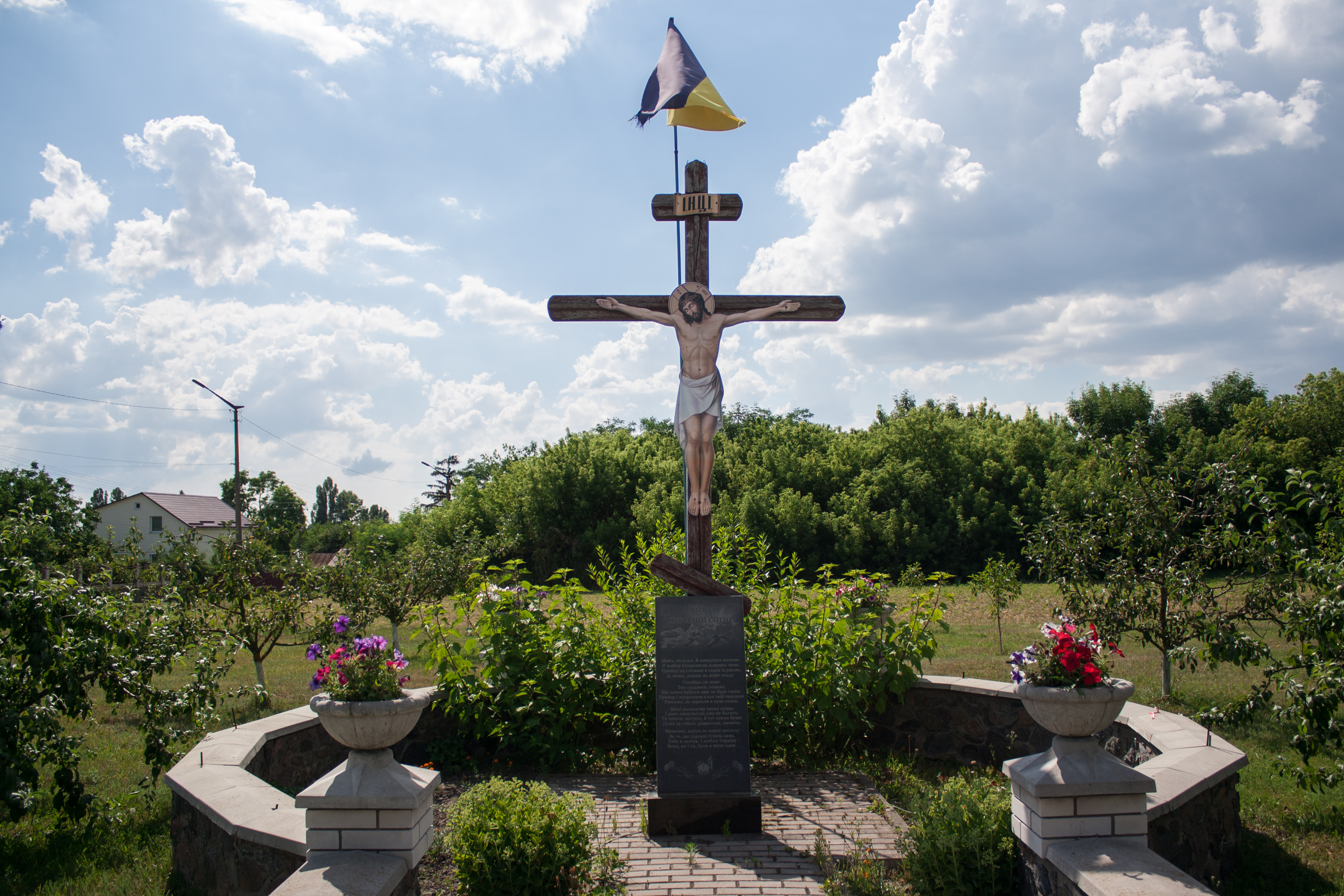
Пам’ятний знак Героям Небесної Сотні
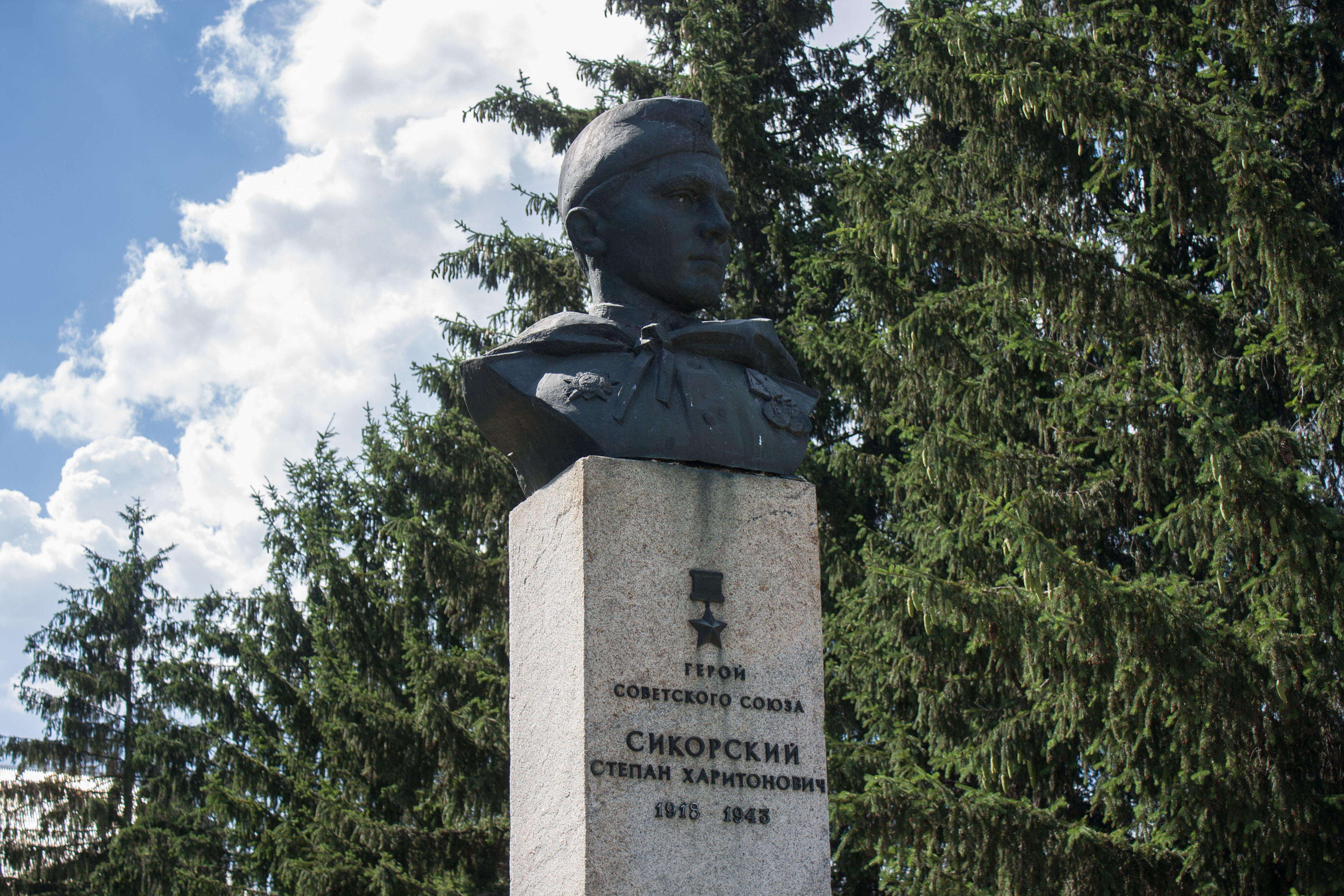
Пам’ятник С.Х. Сікорському

## Відомі люди
В селі народився Сікорський Степан Харитонович (нар.1918 — † 1943) — Герой Радянського Союзу.
Похований Марков Микола Анатолійович (1960—2016) — український громадський діяч та волонтер.
Сухенко Юрій Григорович (30 вересня 1951, м. Вишнівець, Тернопільської області, СРСР — 12 березня 2020 - 69 років) — закінчив П'ятигірську загальноосвітню школу І-ІІ ступенів,  український науковець, академік, фахівець у галузі харчової промисловості, доктор технічних наук (1999), професор (2003).
Погорілий Леонід Володимирович — (13 вересня 1934, с. Черепин, Тетіївського району - 26 вересня 2003 - 69 років) — закінчив П'ятигірську загальноосвітню школу І-ІІ ступенів, доктор технічних наук, академік Української академії аграрних наук, Академії інженерних наук України, лауреат Державної премії України в галузі науки і техніки, заслужений діяч науки і техніки України, член Асоціації сільськогосподарських інженерів США , видатний спеціаліст вітчизняного сільгоспмашинобудування, фундатор системного підходу до методології випробувань сільськогосподарської техніки .

## Галерея

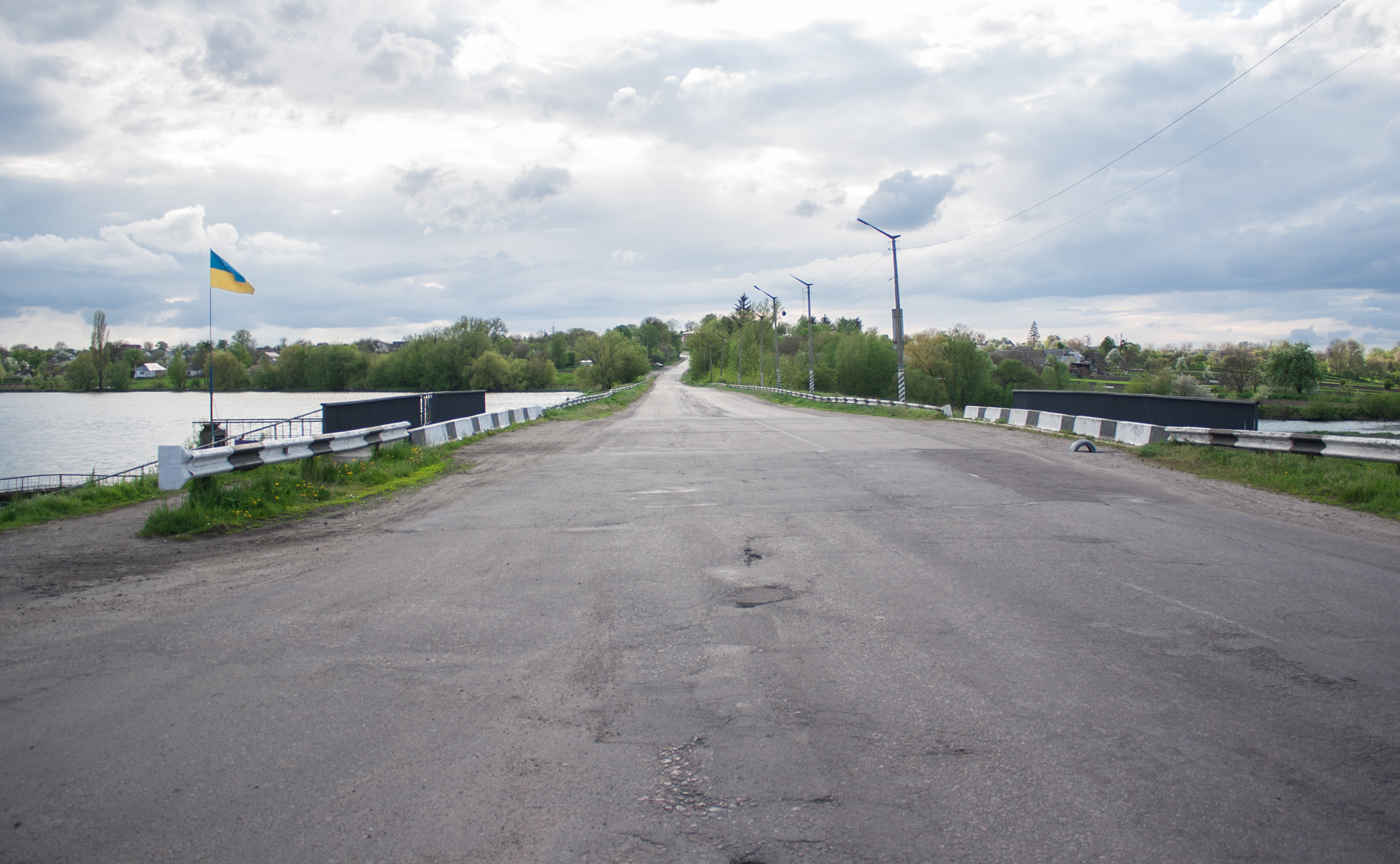
Вулиця Київська
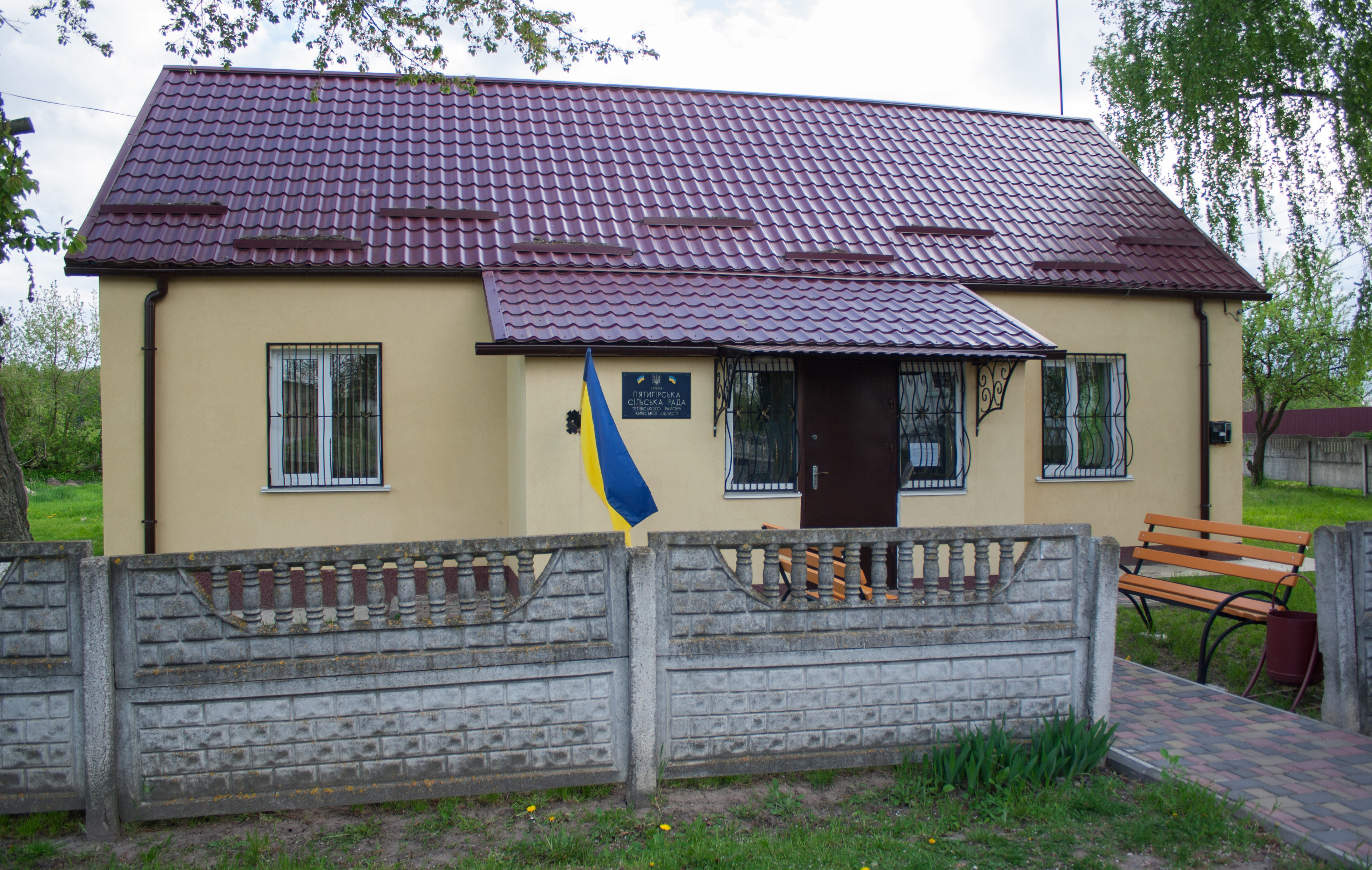
Старостинський округ
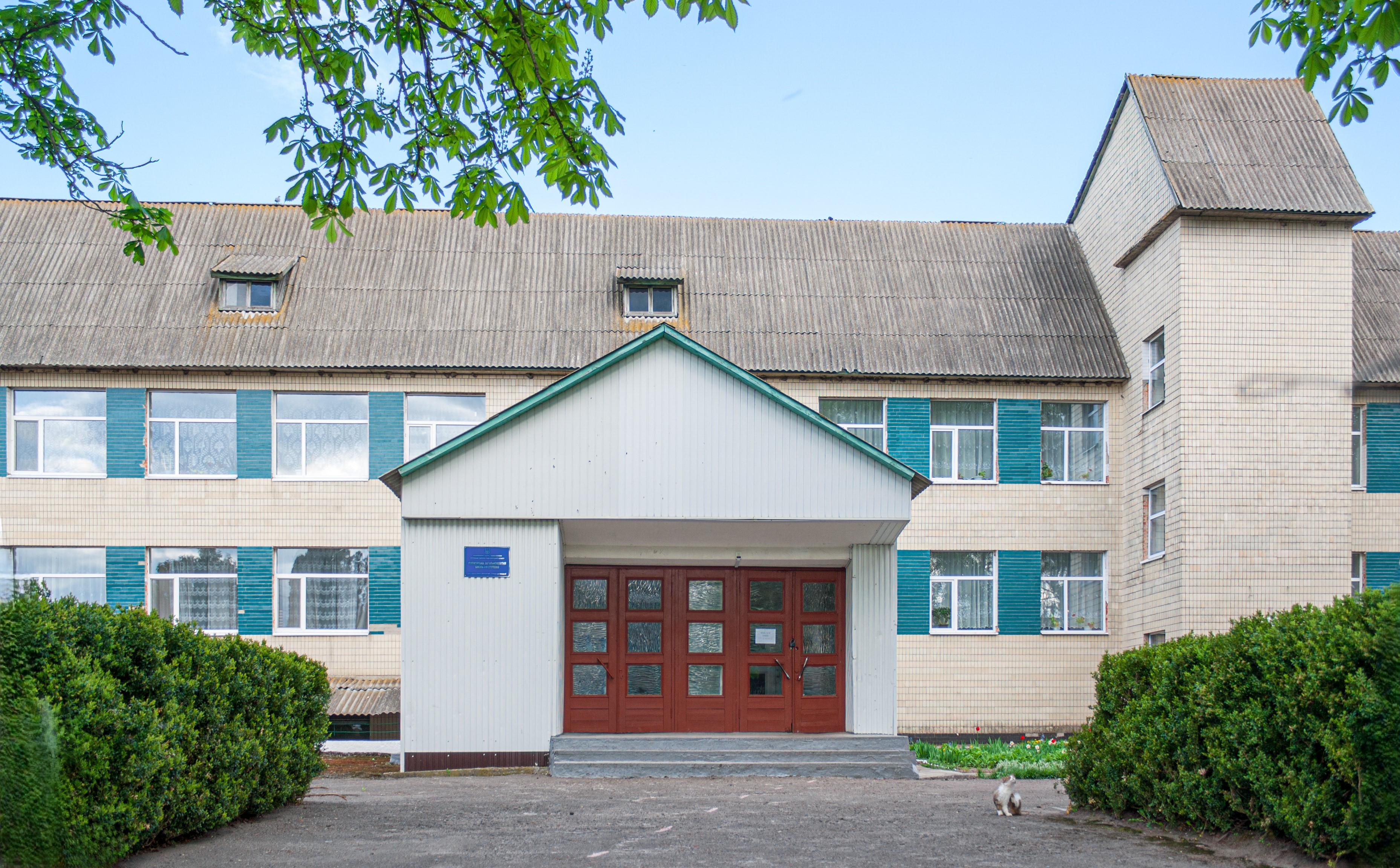
Школа
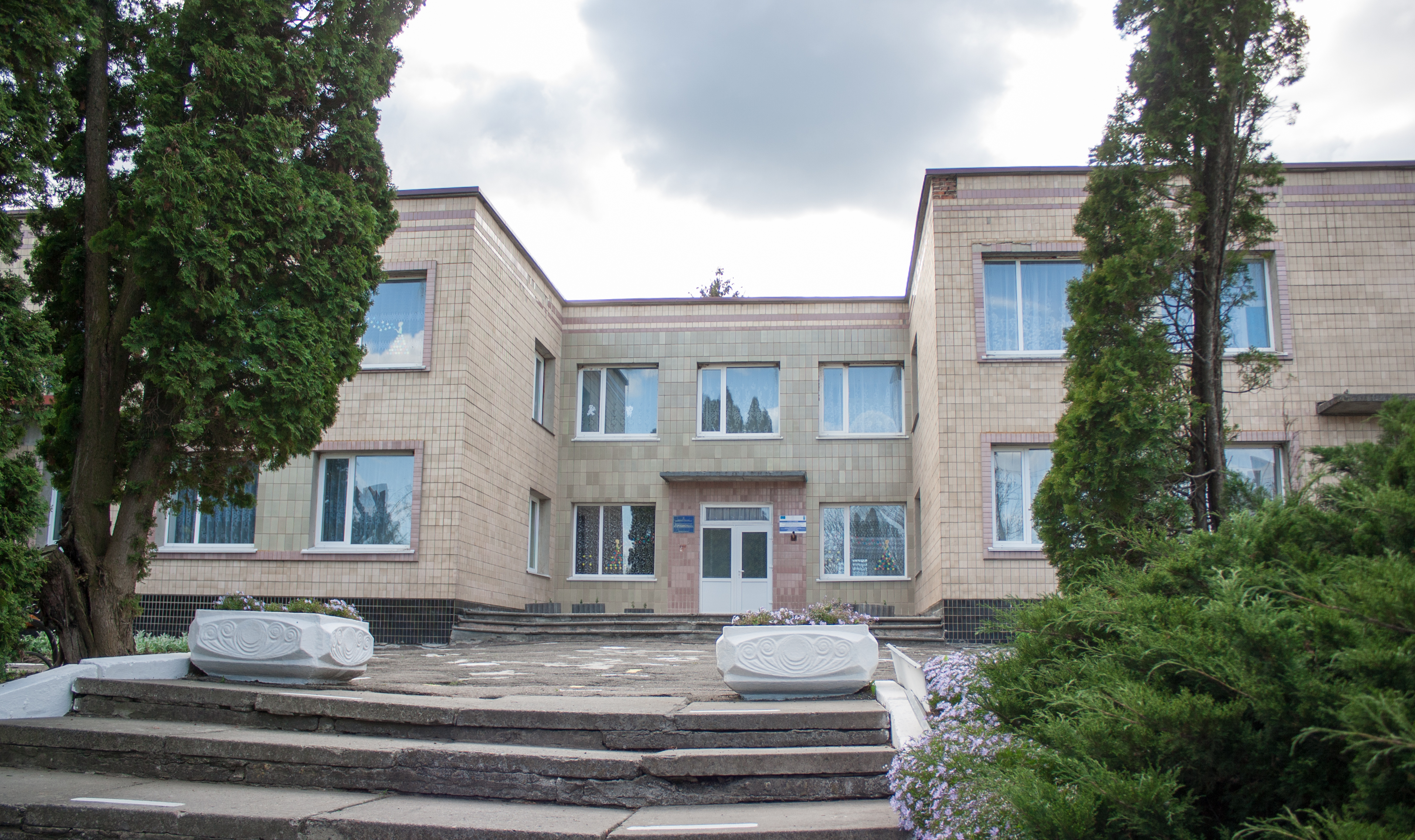
Дитсадок
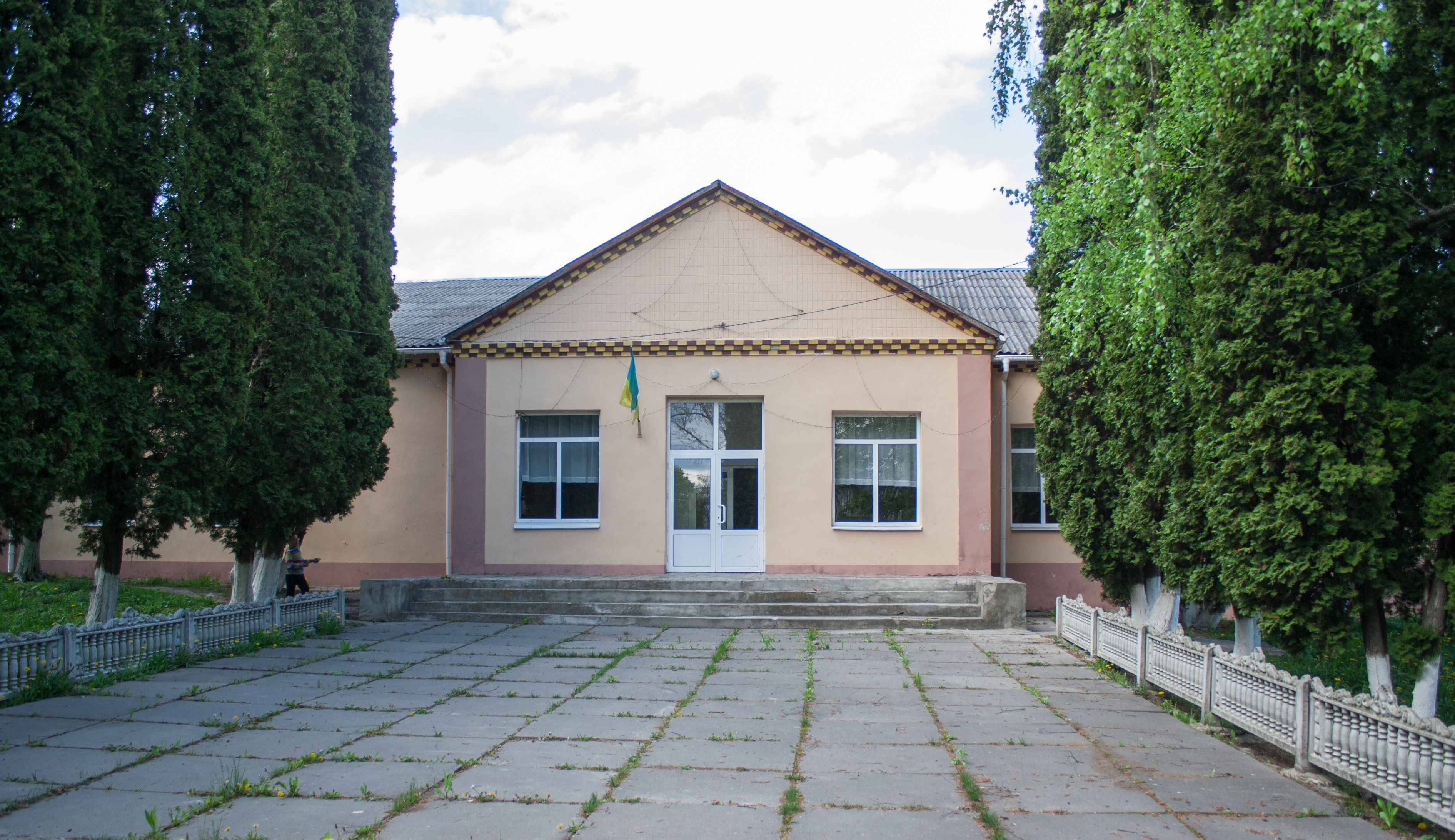
Будинок культури
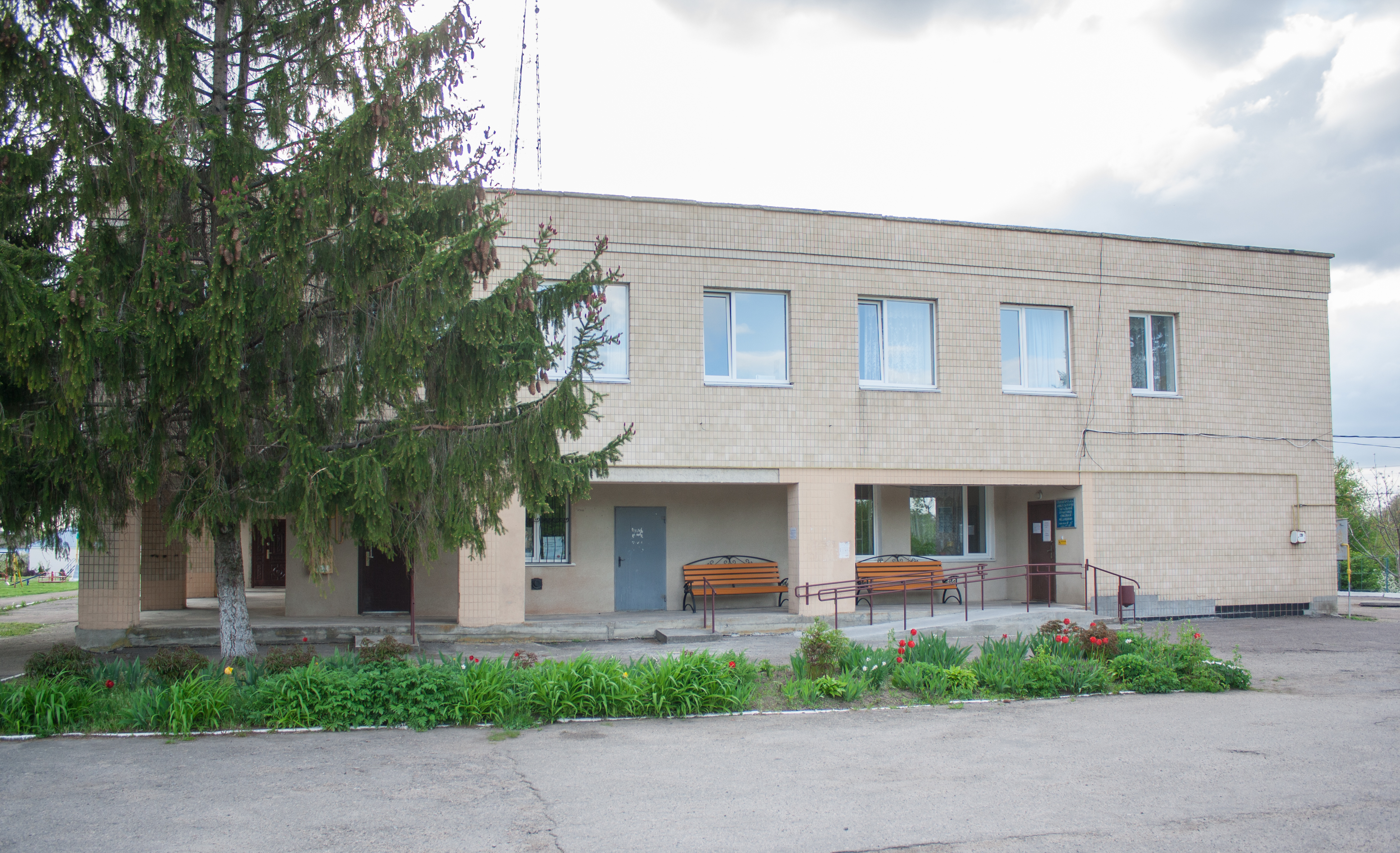
Амбулаторія, пошта, відділення Ощадбанку
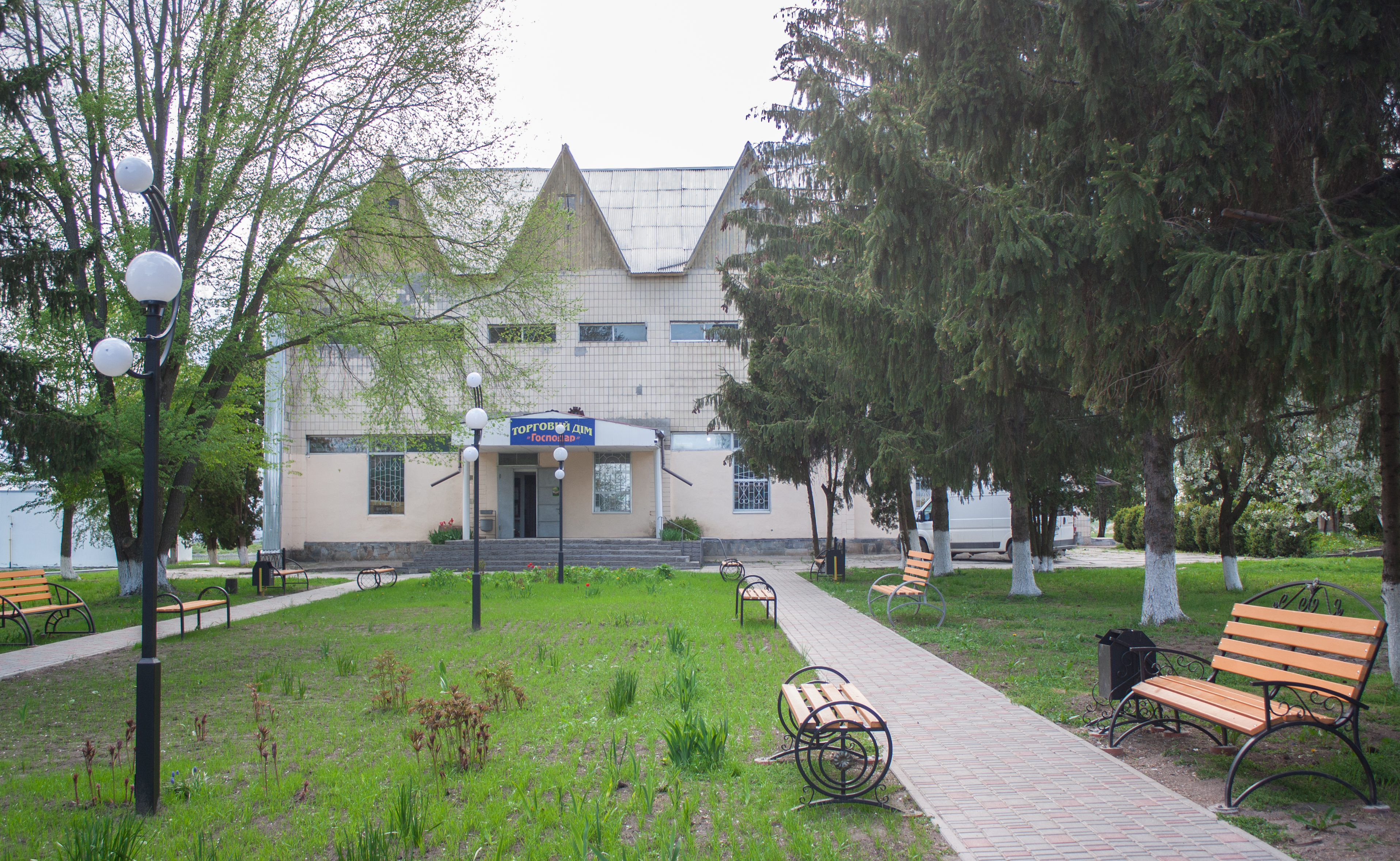
Господарчий магазин
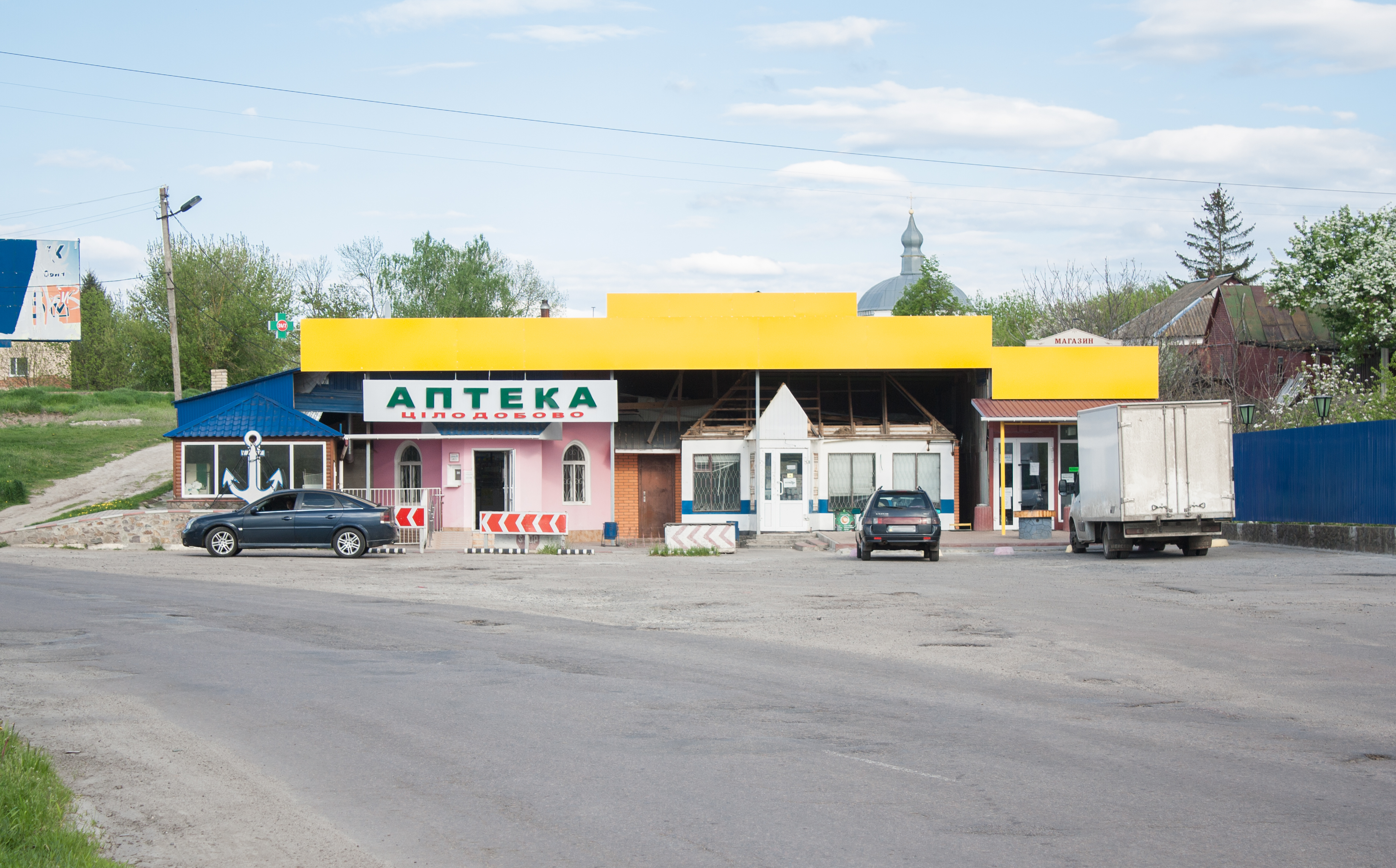
Аптека та магазин
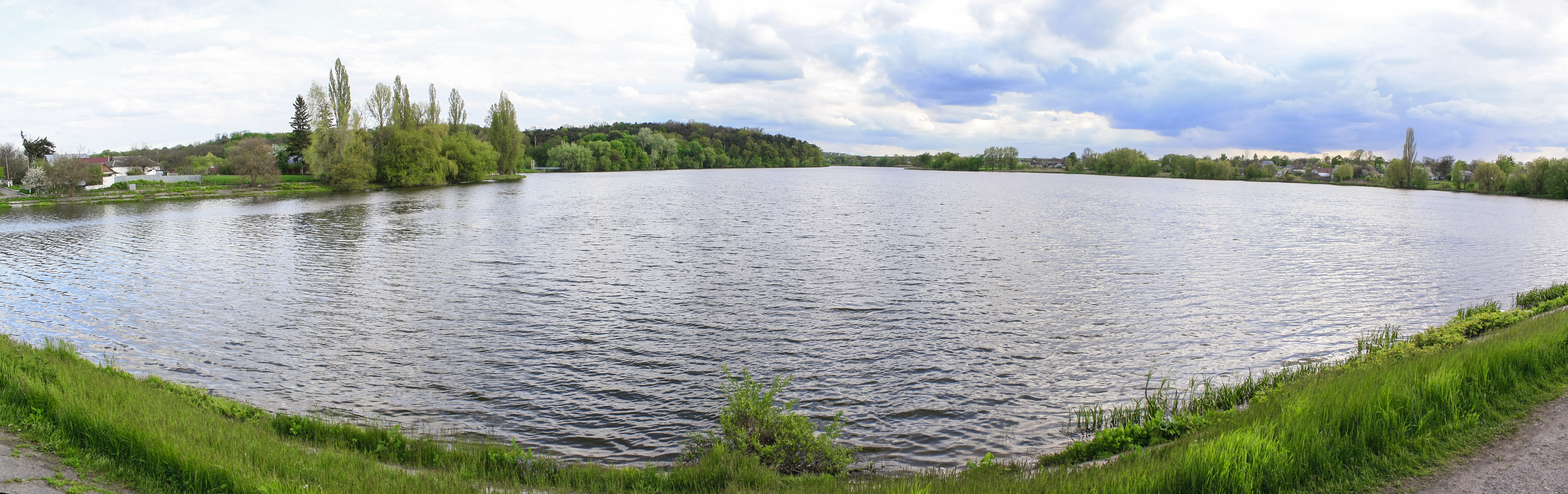
Ставок на річці Молочна